# Eddy Vaccaro
Pour les articles homonymes, voir Vaccaro.
Eddy Vaccaro est un auteur de bande dessinée français, né le 27 janvier 1973 à La Ciotat et mort le 22 juin 2023 à Aix-en-Provence. Après avoir fait des études d'arts plastiques à l'université d'Aix-en-Provence, il est devenu musicien avant de devenir dessinateur.

## Biographie
Eddy Vaccaro suit des études en arts plastiques à Aix-en-Provence puis devient musicien de rock. Son premier ouvrage, La Fantôme, réalisé avec Guillaume Pervieux, paraît en 2004.
Entre 2013 et 2017, avec le groupe de jazz Zenzika dans lequel il joue de la guitare, il participe au BD-concert Championzé inspiré de sa propre bande dessinée. 
Il fait équipe avec Vincent Jarousseau pour une enquête à Denain dans le Nord, auprès de familles en situation de précarité : Les racines de la colère : deux ans d'enquête dans une France qui n'est pas en marche. Publié en 2019, ce documentaire en forme de roman-photo remporte le prix France Info de la bande dessinée d'actualité et de reportage 2020.
Il décède le 22 juin 2023 à Aix-en-Provence,.

## Ouvrages
- Eddy Vaccaro (scénario) et Guillaume Pervieux (dessin), La Fantôme, Antony, La Boîte à bulles, 2004, 62 p. (ISBN 2-84953-010-7)
- Guillaume Pervieux (scénario) et Eddy Vaccaro (dessin), La promesse, 2007, 64 p. (ISBN 978-2-35100-211-7)
- Tarek (scénario) et Eddy Vaccaro (dessin), Baybars, t. 1 : L'esclave adopté, Paris, EP éd., 2008, 56 p. (ISBN 978-2-84810-179-8)
- Luc Brunschwig (scénario), Eddy Vaccaro (dessin), Flicil (dessin), Benjamin Flao (dessin), Blandini (dessin), Simon Hureau (dessin), Ralph Meyer (dessin), Brüno (dessin) et Laurent Astier (dessin), Paroles d’illettrisme, Paris/Blois, Futuropolis / Bd BOUM, 2008, 87 p. (ISBN 978-2-7548-0238-3)
- Aurélien Ducoudray (scénario) et Eddy Vaccaro (dessin), Championzé : une histoire de Battling Sikki, Paris, Futuropolis, 2010, 7 p. (ISBN 978-2-7548-0248-2)
- Clément Baloup (scénario) et Eddy Vaccaro (dessin), Le Club du Suicide, Toulon, Soleil, 2011, 94 p. (ISBN 978-2-302-01603-3)
- Aurélien Ducoudray (scénario) et Eddy Vaccaro (dessin), Young : Tunis 1911-Auschwitz 1945, Paris, Futuropolis, 2011, 125 p. (ISBN 978-2-7548-0628-2)[7]
- Maximilien Le Roy (scénario) et Eddy Vaccaro (dessin), España la vida, Paris, Casterman, 2013, 119 p. (ISBN 978-2-203-04158-5)[8]
- Aurélien Ducoudray (scénario) et Eddy Vaccaro (dessin), Mobutu dans l'espace, Paris, Futuropolis, 2015, 105 p. (ISBN 978-2-7548-1090-6)[9]
- Jean-Michel Dupont (scénario) et Eddy Vaccaro (dessin), Les Gueules rouges, Grenoble, Glénat, 2017, 115 p. (ISBN 978-2-344-01183-6)[10]. Prix des Yvelines - Prix littéraire des Lycéens et apprentis d'Île-de-France 2018[11]
- Vincent Jarousseau, Les racines de la colère : deux ans d'enquête dans une France qui n'est pas en marche, Paris, Les Arènes, 2019, 161 p. (ISBN 978-2-7112-0126-6, BNF 45703362).
- Gwenaëlle Abolivier (scénario) et Eddy Vaccaro (dessin), La Fiancée : D'après la vie d'Odette Nilès, l'amoureuse de Guy Môquet, Paris, Soleil Productions, coll. « Noctambule », 2021, 98 p. (ISBN 978-2-302-09091-0)

## Prix et distinctions
- 2014 : prix Saint-Michel de la Presse pour Mobutu dans l'espace avec Aurélien Ducoudray[12]
- 2017 : prix "Les Étoiles du Parisien" (meilleure BD), pour Les Gueules rouges avec Jean-Michel Dupont [13]
- 2017-2018 : prix littéraire des Lycéens d’Île-de-France (78) pour Les Gueules rouges avec Jean-Michel Dupont[14]
- 2020 : prix France Info, avec Vincent Jarousseau, pour Les Racines de la colère (Les Arènes)[4]